# The Book of Souls
| Совокупная оценка | Совокупная оценка |
| Источник          | Оценка            |
| ----------------- | ----------------- |
| Metacritic        | 80/100            |
| Оценки критиков   |                   |
| Источник          | Оценка            |
| AllMusic          | [ 2 ]             |
| Billboard         | [ 3 ]             |
| Blabbermouth.net  | 9.5/10            |
| Classic Rock      | 9/10              |
| The Guardian      | [ 6 ]             |
| Kerrang!          | 5/5               |
| Metal Hammer      | 10/10             |
| NME               | 8/10              |
| Paste             | 7.9/10            |
| PopMatters        | [ 11 ]            |
| Q                 | [ 12 ]            |
| Record Collector  | [ 13 ]            |
| Rolling Stone     | [ 14 ]            |
| Sputnikmusic      | 4.0/5             |
| Uncut             | 7/10              |

The Book of Souls (с англ. — «Книга душ») — шестнадцатый студийный альбом британской хеви-метал-группы Iron Maiden, выпущенный 4 сентября 2015 года. Это первый двойной альбом группы, состоящий из 11 композиций. Его длительность составляет 92 минуты 11 секунд, что делает его самым продолжительным в истории группы. Ранее рекорд принадлежал предыдущему альбому, The Final Frontier (2010), длительность которого составляет 76 минут 35 секунд.

## Об альбоме
Планы группы по поводу шестнадцатого студийного альбома стали впервые известны от Брюса Дикинсона в сентябре 2013 года, когда тот сказал, что альбом выйдет в 2015 году. Так как у Дикинсона была обнаружена раковая опухоль, и он должен был пройти курс лечения, выпуск альбома был перенесён с 18 июня на 4 сентября. Выпущенный на лейбле Parlophone, это первый альбом группы, который не будет издан на EMI, поскольку данная компания была приобретена Warner Music Group в 2013 году. В США альбом будет выпущен лейблами Sanctuary Copyrights/BMG.
Обложку альбома разработал Марк Уилкинсон, который ранее сотрудничал с Iron Maiden на таких релизах, как Live at Donington (ремастированная версия 1998 года) и Best of the 'B' Sides (сборник 2002 года), а также разрабатывал обложки для синглов группы «The Wicker Man» и «Out of the Silent Planet». Альбом был записан в конце лета 2014 года в студии Guillaume Tell Studios, в Париже. Продюсером стал Кевин Ширли. В начале 2015 года в The Book of Souls внесли последние штрихи. В той же студии в 2000-х был записан альбом Brave New World, о чём Дикинсон сказал: «С этой студией у нас всех связаны особые воспоминания. Мы с наслаждением ощутили, что та волшебная энергетика жива и здорова!»" . Басист группы Стив Харрис утверждает, что многие композиции были созданы и сразу же записаны прямо в студии, то есть «наполнены жизнью».
92-минутный The Book of Souls — самый длинный альбом Iron Maiden. По поводу длины записи Дикинсон сообщил следующее: «Все согласились с тем, что каждый трек является настолько неотъемлемой частью целого, что если нужно делать двойной альбом, то пусть будет двойной!». Последняя 18-минутная песня, «Empire of the Clouds», стала самой длинной композицией группы (прежде таковой считалась «Rime of the Ancient Mariner» с альбома 1984 года Powerslave). Также The Book of Souls стал первым альбомом со времён Powerslave, в котором есть две композиции, написанные Дикинсоном в одиночку («Empire of the Clouds» и «If Eternity Should Fail»). По словам Харриса, альбом не является концептуальным, хотя там встречаются отсылки к понятию души.
24 февраля 2016 года начался тур под названием «The Book Of Souls World Tour — 2016», который продлился до начала августа и состоит из 69 концертов по всему миру. Специально для тура был арендован и перекрашен самолет Boeing 747.
16 апреля 2016 года песня «Empire of the Clouds» была выпущена синглом на виниле.

## Признание
The Book of Souls выиграл премию «Альбом года 2015» по версии журнала Classic Rock.
| Журнал                | Номинация                                              | Ранг |
| --------------------- | ------------------------------------------------------ | ---- |
| Classic Rock          | 50 лучших альбомов 2015 года                           | 1    |
| The Guardian          | Лучшие альбомы 2015 года                               | 39   |
| Loudwire              | 20 лучших метал-альбомов 2015 года                     | 1    |
| Loudwire              | 20 лучших метал-песен (песня «Empire of the Clouds»)   | 1    |
| Metal Hammer          | 2015: Год в метале — The Critics' Poll                 | 1    |
| Ultimate Classic Rock | Top 20 альбомов 2015 года                              | 2    |
| Мир фантастики        | 8 лучших фантастических музыкальных альбомов 2015 года | 5    |

## Список композиций
| №  | Название                   | Автор(ы)                   | Длительность |
| -- | -------------------------- | -------------------------- | ------------ |
| 1. | «If Eternity Should Fail»  | Брюс Дикинсон              | 8:28         |
| 2. | «Speed of Light»           | Эдриан Смит, Брюс Дикинсон | 5:01         |
| 3. | «The Great Unknown»        | Эдриан Смит, Стив Харрис   | 6:37         |
| 4. | «The Red and the Black»    | Стив Харрис                | 13:33        |
| 5. | «When the River Runs Deep» | Эдриан Смит, Стив Харрис   | 5:52         |
| 6. | «The Book of Souls»        | Яник Герс, Стив Харрис     | 10:27        |

| №                   | Название                | Автор(ы)                   | Длительность |
| ------------------- | ----------------------- | -------------------------- | ------------ |
| 1.                  | «Death or Glory»        | Эдриан Смит, Брюс Дикинсон | 5:13         |
| 2.                  | «Shadows of the Valley» | Яник Герс, Стив Харрис     | 7:32         |
| 3.                  | «Tears of a Clown»      | Эдриан Смит, Стив Харрис   | 4:59         |
| 4.                  | «The Man of Sorrows»    | Дэйв Мюррей, Стив Харрис   | 6:28         |
| 5.                  | «Empire of the Clouds»  | Брюс Дикинсон              | 18:01        |
| Общая длительность: | Общая длительность:     | Общая длительность:        | 92:11        |

## Участники записи
Сведения взяты из буклета альбома.
Iron Maiden
- Брюс Дикинсон — вокал, фортепиано в треке «Empire of the Clouds»
- Дэйв Мюррей — гитара
- Эдриан Смит — гитара
- Яник Герс — гитара
- Стив Харрис — бас-гитара, клавишные, сопродюсер
- Нико МакБрэйн — ударные

Технический персонал
- Денис Карибо — инженер
- Майкл Кенни — клавишные
- Джефф Бова — оркестровки
- Энди Тейлор — менеджер
- Эйд Эмсли — мастеринг
- Кевин Ширли — продюсер, микширование
- Стюарт Кроуч — арт-директор, дизайн
- Марк Уилкинсон — иллюстрация буклета
- Энтони Драй — иллюстрации диска
- Марк Уилкинсон[англ.] — художник
- Джули Уилкинсон — рисунки в стиле майя
- Саймон Мартин — иероглифы в стиле майя
- Джордж Летона — дизайн в стиле майя
- Джон МакМартри — фотограф
- Род Смоллвуд, Энди Тейлор и Дэйв Шак — менеджмент

## Чарты и сертификации
| Чарт (2015)                           | Позиция |
| ------------------------------------- | ------- |
| Argentinian Albums (CAPIF)            | 1       |
| Австралия (ARIA)                      | 2       |
| Австрия (Ö3 Austria)                  | 1       |
| Бельгия/Фландрия (Ultratop)           | 1       |
| Бельгия/Валлония (Ultratop)           | 2       |
| Brazilian Albums (ABPD)               | 1       |
| Канада (Canadian Albums Chart)        | 2       |
| Colombian Albums                      | 1       |
| Хорватия (IFPI)                       | 1       |
| Чехия (ČNS IFPI)                      | 1       |
| Дания (Hitlisten)                     | 3       |
| Нидерланды (Album Top 100)            | 1       |
| Финляндия (Suomen virallinen lista)   | 1       |
| Франция (SNEP)                        | 2       |
| Германия (Media Control)              | 1       |
| Greek Albums (IFPI)                   | 1       |
| Венгрия (MAHASZ)                      | 1       |
| Ирландия (IRMA)                       | 2       |
| Israeli Albums (Media Forest)         | 1       |
| Италия (Classifica album)             | 1       |
| Япония (Oricon)                       | 6       |
| Республика Корея (Circle)             | 28      |
| Mexican Albums (Top 100 Mexico)       | 1       |
| Новая Зеландия (RMNZ)                 | 2       |
| Норвегия (VG-lista)                   | 1       |
| Польша (ZPAV)                         | 1       |
| Португалия (AFP)                      | 1       |
| Serbian Albums                        | 1       |
| Slovenian Albums (SloTop30)           | 1       |
| South African Albums (EMA)            | 4       |
| Spanish Albums (PROMUSICAE)           | 1       |
| Швеция (Sverigetopplistan)            | 1       |
| Швейцария (Schweizer Hitparade)       | 1       |
| Turkish Albums (Turkish Music Charts) | 3       |
| Великобритания (UK Albums Chart)      | 1       |
| США (Billboard 200)                   | 4       |

| Чарт (2015)                        | Позиция |
| ---------------------------------- | ------- |
| Australian Albums (ARIA)           | 69      |
| Belgian Albums (Ultratop Flanders) | 49      |
| Belgian Albums (Ultratop Wallonia) | 84      |
| Croatian Foreign Albums (HDU)      | 1       |
| Dutch Albums (MegaCharts)          | 49      |
| French Albums (SNEP)               | 74      |
| German Albums (Offizielle Top 100) | 19      |
| Hungarian Albums (MAHASZ)          | 13      |
| Italian Albums (FIMI)              | 46      |
| Mexican Albums (AMPROFON)          | 64      |
| Swiss Albums (Schweizer Hitparade) | 17      |
| UK Albums (OCC)                    | 57      |

| Регион | Сертификация | Продажи |
| --- | ------------ | ------- |
| Бразилия (ABPD) | Золотой      | 20,000* |
| Канада (Music Canada) | Золотой      | 40 000^ |
| Германия (BVMI) | Золотой      | 100 000 |
| Венгрия (Mahasz) | Платиновый   | 2000^   |
| Италия (FIMI) | Золотой      | 25 000* |
| Великобритания (BPI) | Золотой      | 100 000 |
| * Данные о продажах приведены только на основе сертификации. ^ Данные о тиражах приведены только на основе сертификации. |              |         |